# Wimbledon Open 1980
Die Wimbledon Open 1980 im Badminton fanden in London statt.

## Finalergebnisse
| Disziplin    | Sieger                       | Finalist                       | Ergebnis          |
| ------------ | ---------------------------- | ------------------------------ | ----------------- |
| Herreneinzel | Philip Sutton                | Gerry Asquith                  | 8-15, 18-16, 15-6 |
| Dameneinzel  | Sherry Liu                   | Mary Leeves                    | 12-9, 12-10       |
| Herrendoppel | Ryan Rofe Kim Heng Yong      | Gerry Asquith Philip Sutton    | 6-15, 15-11, 15-1 |
| Damendoppel  | Mary Leeves Sara Leeves      | Kathy Tredgett Catharine Troke | 15-9, 15-2        |
| Mixed        | Peter Emptage Andrea Stretch | Philip Toler Wendy Poulton     | 15-8, 15-8        |